# مايك باركر (طابع حروف)
مايك باركر (بالإنجليزية: Mike Parker)‏ هو طابع حروف ‏ أمريكي، ولد في 1929 في لندن في المملكة المتحدة، وتوفي في 23 فبراير 2014 في بورتلاند في الولايات المتحدة.